# Rondeletia glauca
Rondeletia glauca är en måreväxtart som beskrevs av August Heinrich Rudolf Grisebach. Rondeletia glauca ingår i släktet Rondeletia och familjen måreväxter. Inga underarter finns listade i Catalogue of Life.